# Asociace nanotechnologického průmyslu ČR
Asociace nanotechnologického průmyslu ČR je asociace sdružující české firmy z odvětví textilního průmyslu, biotechnologie, environmentální aplikace, optiky a energetiky, které mají nanotechnologie jako svůj předmět podnikání.

## Historie
Asociace byla založena 12 českými nanotechnologickými firmami 27. listopadu 2014 s cílem budovat pozitivní PR oboru nanotechnologií a reprezentovat zájmy svých členů v českém průmyslu i v zahraničí. Na založení se podílel např. specialista nanotechnologického sektoru agentury CzechInvest Jiří Fusek nebo Jiří Kůs, který se stal předsedou výkonné rady.
V prosinci 2014 představila asociace projekt Česko je nano, v jehož rámci se v březnu 2015 uskutečnila konference, kde vystoupil politik a tehdy vicepremiér Pavel Bělobrádek. V dubnu se stala Asociace nanotechnologického průmyslu ČR členem evropské iniciativy NANOfutures, která sdružuje průmyslové firmy i vědecká pracoviště a školy z oboru nanotechnologie.
V roce 2018 se uskutečnil tzv. Nanoden v Evropském parlamentu, spolupořádal místopředseda Evropského parlamentu Pavel Telička. V říjnu 2018 se konal Nanoden v Londýně , kde vystoupil britský ministr energetiky a průmyslové strategie Greg Clark.
Předseda výkonné rady Jiří Kůs poslal v roce 2020 v reakci na pandemickou krizi otevřený dopis zákonodárcům týkající se českých nanotechnologických produktů a strategického významu. 10. dubna 2020 poslali zástupci asociace vicepremiérovi a ministrovi průmyslu a dopravy Karlu Havlíčkovi dopis, v němž vyzvali Ministerstvo průmyslu a obchodu k aktivnímu zapojení do legislativní úpravy zákona o ochraně veřejného zdraví. Během roku 2020 realizovala asociace projekt s názvem Nanotechnologie pro chytrá města jako nástroj udržitelného rozvoje.
V říjnu 2023 podepsali zástupci Asociace nanotechnologického průmyslu ČR, Technické univerzity v Liberci a The University Company TUL memorandum o spolupráci.

## Členové
Asociace nanotechnologického průmyslu ČR má více než 30 členů. Sdružuje firmy z různých odvětví pracujících s nanotechnologiemi. U některých firem se jedná o využití nanotechnologických postupů ve výrobě, u jiných pak jde o vývoj a výrobu finálních produktů z nanomateriálů nebo jejich aplikace. Členy Asociace nanotechnologického průmyslu ČR jsou:
- ACO Industries k.s.,
- Advanced Materials JTJ s.r.o.,
- AlgaClean s.r.o.,
- Contipro s.r.o.,
- Dypromed s.r.o.,
- eNecont s.r.o.,
- FERMATA a.s.,
- FN-NANO s.r.o.,
- HE3DA s.r.o.,
- H20 nanotec s.r.o.,
- ING MEDICAL s.r.o.,
- IQS Group s.r.o.,
- Jan Fiala,
- JIMIPLET s.r.o.,
- Lada Vyvialova Creative Platform s.r.o.,
- LAM-X a.s.,
- LIFETECH s.r.o.,
- NAFIGATE Corporation a.s.,
- Nafigate Park, s.r.o.,
- NANO CHEMI GROUP s.r.o.,
- Nano4people s.r.o.,
- NANOBALA s.r.o.,
- Nano Medical s.r.o.,
- Nanopharma a.s.,
- nanoSPACE s.r.o.,
- nanoSPACE Technology s.r.o.,
- NanoTrade s.r.o.,
- NenoVision s.r.o.,
- PARDAM NANO4FIBERS s.r.o.,
- PIKATEC CZ s.r.o.,
- ReFiDa GROUP s.r.o.,
- Health Brands s.r.o.,
- RETAP s.r.o.,
- Scimed Biotechnologies s.r.o.,
- SEN WORLD s.r.o.,
- SPUR a.s.,
- SVCS PROCESS INNOVATION s.r.o.,
- TESCAN ORSAY HOLDING a.s.,
- THERMO INDUSTRY a.s.[14]